# Tjedan
Tjedan je jedinica za vrijeme koje traje 7 dana. Duža je od dana, a kraća od mjeseca. U većini modernih kalendara, uključujući Gregorijanski kalendar, tjedan je period od sedam dana, kao i najduža konvencionalno korištena jedinica za vrijeme koja sadrži fiksni broj dana. Iako nema izravne astronomske veze, u širokoj je upotrebi kao jedinica za vrijeme.
Za tjedan se može reći da formira neovisan kalendar u kontinuitetu koji ide paralelno s raznim drugim kalendarima. Međutim, neki kalendari su tako dizajnirani da se neki datum pojavljuje istog dana u tjednu svake godine. Ovo se može uraditi tako što će sedmica biti nezavisna od godine, s nekim danima u svakoj godini koji ne pripadaju ni jednom tjednu: predloženi Svjetski kalendar ima 52 tjedna i 1 ili 2 dodatna dana godišnje, dok je Francuski revolucionarni kalendar imao 36 tjedana od po 10 dana i 5 ili 6 dodatnih dana. Godina se također može napraviti da bude neovisna o tjednu: bivši islandski kalendar je imao godine od 52 ili 53 tjedna.
Članak Dani u tjednu pokriva detaljno red i imena dana u tjednu.

## Podrijetlo sedmodnevnog tjedna
Hindusi su imali sedmodnevni tjedna s primjerima u Ramajani, svetom epu na sanskrtskom oko 300. pr. Kr., gdje se spominje "Bhanu"-vaar, što znači nedjelja (zadnji dan u tjednu), "Soma"-vaar, što znači mjesečev dan itd. Stari Babilonci su promatrali tjedan od ponedjeljka do nedjelje, gdje je svaki dan bio posvećen različitom božanstvu. Značaj broja sedam koliko traje tjedan dolazi iz babilonske astronomije. Postoji sedam nebeskih (svjetlećih) tijela koja su normalno vidljiva golim okom (Sunce, Mjesec i pet vidljivih planeta) i oni su povezali svako tijelo s božanstvom. Biblijsko stvaranje također uključuje sedmodnevni tjedan, po kojem je Bog radio šest dana, a sedmog se odmarao, a Deset Božjih zapovjedi uključuju Božje upute za promatranje tjedna. Islamski kalendar također uključuje sedmodnevni tjedan.
Ostale teorije spekuliraju da je sedmodnevni period pojednostavljenje 1/4 lunarnog mjeseca.

## Kasnija uporaba tjedna
Razne skupine pučanstva Rimskog Carstva usvojile su tjedan, pogotovo one koje su bile u istočnim dijelovima carstva, kao što je Egipat, gdje je u uporabi bio sedmodnevni tjedan. U suvremeno doba, Kršćani koji prate biblijska upute raširili su uporabu tjedna zajedno sa svojom religijom.
Kako su rani Kršćani evoluirali od Židova do odvojene skupine, razne skupine su evoluirale i od proslavljanja i židovskog Sabata (subota) i prvog Gospodinovog dana (nedjelje) do proslavljanja samo nedjelje. 
U ranom 4. stoljeću, rimski car Konstantin I je regulirao uporabu tjedna zbog problema mirijanskih korištenja raznih dana za religijske praznike i uspostavio je nedjelju kao dan za religijske blagdane te odmor za sve skupine pučanstva, a ne samo za Kršćane i ostale koji su već slavili nedjeljni dan.
Židovi su zadržali svoju (najmanje) 800 godina dugu tradiciju slavljenja dana subote. Kasnije, poslije uspostavljanja Islama, petak je postao dan slavljenja ove religije -- međutim islamski tjedan i dalje počinje u nedjelju, a završava u subotu, kao i židovski tjedan.
Tradicija tjedna je uskoro postala praksa kod Kršćana,  Židova i Muslimana. Poslije europske kolonizacije i kasnijeg uspona globalnog korporacijskog biznisa, sedmodnevni tjedan je postao univerzalan u održavanju vremena, čak i u kulturama koje ga nisu prakticirale ranije. Zbog dvodnevnog vikenda, neki moderni kalendari završavaju nedjeljom i počinju ponedjeljkom.

## Matematika
- 1 tjedan = 7 dana
- 1 tjedan = 23 % prosječnog mjeseca (skoro točno)
- 1 tjedan = 168 sati = 10 080 minuta = 604 800 sekundi (osim kod prijelaza na ljetno računanje vremena ili prijestupnih sekundi)
- 1 godina = 52 tjedna + 1 dan (2 dana u prestupnoj godini)

U Gregorijanskoj prosječnoj godini, postoji točno 365,2425 dana, pa samim tim i 52,1775 tjedna (za razliku od Julijanske godine od 365,25 dana, koja se ne dijeli ravnomjerno na sedmice). Postoji točno 20 871 tjedan u 400 Gregorijanskih godina, tako da je 25. prosinca 1601. godine bio utorak, isto kao i 25. prosinca 2001.

## Vanjske poveznice
- Misteriozni sedmodnevni ciklus  Arhivirana inačica izvorne stranice od 25. studenoga 2005. (Wayback Machine)